# Катлит (Вирџинија)
Катлит (енгл. Catlett) насељено је место без административног статуса у америчкој савезној држави Вирџинија.

## Демографија
По попису из 2010. године број становника је 296.
| Група             | 2000.    | 2010.       |
| Белци             | 0 (0,0%) | 262 (88,5%) |
| Афроамериканци    | 0 (0,0%) | 8 (2,7%)    |
| Азијати           | 0 (0,0%) | 0 (0,0%)    |
| Хиспаноамериканци | 0 (0,0%) | 11 (3,7%)   |
| Укупно            | 0        | 296         |